# The Spaceships of Ezekiel
The Spaceships of Ezekiel (1974) là cuốn sách phi hư cấu của Josef F. Blumrich (17 tháng 3 năm 1913 – 10 tháng 2 năm 2002) viết về một con tàu vũ trụ được cho là do chính nhà tiên tri Ezekiel quan sát, sách này được khởi thảo khi tác giả là trưởng bộ phận bố trí hệ thống của NASA thuộc chi nhánh của văn phòng phát triển chương trình tại Trung tâm Du hành Không gian Marshall. Ban đầu sách này được Econ Verlag GmbH xuất bản bằng tiếng Đức với nhan đề Da tat sich der Himmel auf (tháng 3 năm 1973).

## Lịch sử
Sau khi các nhà nghiên cứu UFO như Erich von Däniken chỉ ra khả năng diễn giải khải tượng Merkabah của Ezekiel dưới dạng lời tường thuật về phi thuyền ngoài Trái Đất, Blumrich quyết định bác bỏ giả thuyết này. Tuy nhiên, một cuộc kiểm tra kỹ lưỡng đã thuyết phục ông rằng trên thực tế, Ezekiel đã nhìn thấy một con tàu vũ trụ. Sau đó, ông thực hiện các bản vẽ chi tiết về chiếc phi thuyền của người ngoài hành tinh. Blumrich quyết định rằng công nghệ của họ ắt phải cao hơn một chút so với trình độ nhân loại hiện nay, và nói thêm rằng ông hiếm khi cảm thấy vui mừng, hài lòng và thích thú khi bị chứng minh là sai lầm.

## Nội dung
Trong cuốn The Spaceships of Ezekiel Blumrich khẳng định rằng lời tường thuật của Ezekiel trong Kinh Thánh không phải là mô tả về cuộc gặp gỡ với Đức Chúa Trời theo khải tượng tiên tri, mà là một trong số cuộc gặp gỡ với các phi hành gia cổ đại trên tàu con thoi từ hành tinh khác.
Blumrich phân tích sáu bản dịch khác nhau của Kinh Thánh kết hợp với kinh nghiệm của ông về kỹ thuật và trình bày phiên bản khả thi về khải thị của Ezekiel về cách Chúa—theo như mô tả là cưỡi trên một chiếc xe phức tạp có khả năng nhìn thấy, dưới sự hộ tống của các thiên thần—được cho là đã cho ông thấy trước tương lai và đưa ra nhiều thông điệp khác nhau để ông truyền bá. Trong phần phụ lục của cuốn sách này, tác giả có trình bày các thông số kỹ thuật của con tàu vũ trụ giả định.
Blumrich cũng xuất bản một bài viết về niềm tin của mình, "Những con tàu vũ trụ của nhà tiên tri Ezekiel", trên tập san Impact of Science on Society của UNESCO.

### Bánh xe Omni
Blumrich đã đề xuất một loại bánh xe có khả năng quay không chỉ theo hướng tiến-lùi mà còn quay ngang, dựa trên cách giải thích của ông về mô tả trong Ezekiel, và đã được cấp bằng sáng chế cho nó. Bánh xe này hiện được gọi là bánh xe Omni và nó được dùng trong các ứng dụng đặc biệt.

## Chỉ trích
Ronald Story trong quyển sách nhan đề Guardians of the Universe? (1980) cho biết "Blumrich chỉ sửa đổi những câu trích dẫn trong Kinh Thánh của mình để làm cho chúng phù hợp hơn một chút với cách diễn giải tàu vũ trụ của ông ấy", và "Thành thật mà nói, The Spaceships of Ezekiel chỉ có thể được mô tả như một hình thức hợp lý hóa cực đoan, với nguồn cung cấp tốt các thuật ngữ kỹ thuật, biểu đồ và sơ đồ, được thiết kế cẩn thận hòng gây ấn tượng với người đọc phổ thông. Cuốn sách này chứa cả một bộ sưu tập tốt mấy bức vẽ ấn tượng chẳng đủ chứng minh gì hơn là người đã chuẩn bị chúng là một người vẽ phác thảo giỏi".  Jerome Clark viết rằng Blumrich "đã đưa ra nỗ lực sáng tạo nhưng không đúng chỗ nhằm chuyển tải câu chuyện ẩn dụ trong Kinh Thánh thành một con tàu vũ trụ được thiết kế phù hợp."